# Tang Yi
Tang Yi (China, 8 de enero de 1993) es una nadadora china especializada en pruebas de corta distancia estilo libre, donde consiguió ser medallista de bronce olímpica en 2012 en los 100 metros estilo libre.

## Carrera deportiva
En los Juegos Olímpicos de Londres 2012 ganó la medalla de bronce en los 100 metros estilo libre, llegando a meta en un tiempo de 53.44 segundos, tras la neerlandesa Ranomi Kromowidjojo (oro con 53.00 segundos que fue récord olímpico) y la bielorrusa Aliaksandra Herasimenia.